# Цикл «Сила трёх» (Коты-Воители)
«Warriors: Power of Three» (рус. Сила трёх) — это третий цикл в серии юношеских фэнтезийных романов «Коты-Воители». Цикл состоит из шести романов, опубликованных с 2007 по 2010 год: «Знак Трёх» , «Тёмная река» , «Отверженные» , «Затмение» , «Длинные тени» и «Восход солнца». Романы публикуются HarperCollins под псевдонимом Эрин Хантер. Романы появлялись в списке бестселлеров New York Times.

## История публикации
«Темная река» была впервые опубликована в твердом переплете 26 декабря 2007 года в США издательством HarperCollins. Великобритания начала публикацию романа 1 марта 2008 года. Он был выпущен в Канаде 13 декабря 2007 года. Книга также выпущена в формате электронной книги.
«Восход солнца» был издан в апреле 2009 года, а в России вышла в апреле 2010 года.

## Синопсис

### Знак трёх
Остролисточка, Львёнок и Воробьишка — дети Ежевики и Белки, они близки гораздо больше, чем просто братья с сестрой. И хотя их интересы расходятся, когда Остролисточка собирается стать ученицей целительницы, Воробьишка решается стать воином, а Львёнок — уже сейчас грозный боец, они по-прежнему полагаются друг на друга и знают, что между ними существует особая связь. Но когда они становятся учениками, их пути начинаются не так, как они того желали. Воробушек пытается преодолеть свою слепоту и остаться учеником воителя, а Остролапка находит должность целительницы куда более сложной, чем ей казалось. Им, возможно, придётся признать, что их судьба им неподвластна целиком, и каждый из них должен будет выбрать область, где они смогут проявить все свои способности.

### Тёмная река
Львинолап проверяет на прочность племенные границы со своей запретной подругой и тем временем продолжает оттачивать боевые навыки с помощью тайного наставника, но вдруг понимает, что ему придётся выбирать одно из двух. Остролапка озабочена проблемами вражеского племени, пока Воробушек пытается понять свою связь со Звёздным племенем и исследует открывшиеся перспективы. Когда троица обнаруживает, что оказалась в ловушке в секретных туннелях вместе с котами племени Ветра, им приходится прокладывать путь на поверхность с исчезающей надеждой предотвратить битву между племенами.

### Отверженные
Клан Падающей Воды отчаянно просит племена о помощи, Коготь и Ночь отправляются в лес. По прибытии их встретило Грозовое племя и согласилось помочь, Львинолап с Ежевикой и Остролапка с Белкой идут в племя Теней и племя Ветра за Рыжинкой и Грачом, который неохотно берёт с собой Ветерка. Вместе с Воробушком и гостями из Клана они отправляются в горы. Помогут ли лесные коты Клану разобраться с бродягами, вторгшимися в их дом, или несчастным придётся навсегда покинуть горы?

### Затмение
Львинолап, Воробушек и Остролапка сталкиваются с проблемным незнакомцем, который, кажется, знает всё о них и их пророчестве. В то время, как они ищут ответы, странный кот делает шокирующее предостережение о том, о чём даже Звёздное племя не сказало никому. И когда его слова подтверждаются, между племенами вспыхивает битва, и некоторые воины теряют веру в Звёздное племя.

### Длинные тени
Остролистая и Львиносвет теперь воители, а Воробушек по-прежнему пытается разгадать пророчество. Когда Сол берёт вверх над верой племени Теней в звёздных предков, Рыжинка и её котята обращаются в Грозовое племя за помощью. С помощью троих новых друзей Воробушек, Львиносвет и Остролистая должны попытаться восстановить веру племени Теней. Но тут неожиданная, затаённая злоба угрожает проявить себя, и трое осознают, что они в опасности.

### Восход солнца
Каждый кот уверен, что Уголька убил Сол, и после этих обвинений Огнезвёзд посылает воинов разыскать Сола у Места-Где-Тонет-Солнце. Их поиски приводят их на территорию Двуногих, где они находят группу бродячих котов во главе с одиночкой по имени Джинго. Сол терроризировал этих котов раньше, и с помощью Джинго отряд разыскивает его. Тем временем дома Воробей пытается выяснить, кто их настоящие родители, и раскрыть то, что от них скрывали всю жизнь.

## Критика
Книга «Знак трёх» быстро достигла первого места во всех основных американских чартах продаж, включая Список бестселлеров по версии The New York Times.
Она была рекомендована на летнее чтение Детским книжным клубом Washington Post, а также получила положительный отзыв издания Американской библиотечной ассоциации Booklist: «Как и в предыдущих книгах, внутренние трения контрастируют с внешними опасностями. Обилие действия и цельность характеров делают книгу привлекательной для поклонников этой давней серии».
В обзоре книги «Тёмная река» от рецензента ALA Booklist говорилось: «Захватывающая приключенческая история, которая побуждает читателей двигаться вперед».
Рецензент, пишущий для Children's Literature, раскритиковал книгу «Отверженные» за «подавляющую путаницу» персонажей и отсылки к прошлым событиям в серии, которые читатели, которые не читали более ранние книги серии, не поймут.
Horn Book Review написал, что «Длинные тени» движутся очень медленно. Книга была продана тиражом более 250 000 экземпляров.
В обзоре книги «Восход солнца» от рецензента Children's Literature говорилось: «Хотя многочисленные персонажи могут сбивать с толку тех, кто не знаком с серией, им не понадобится много страниц, чтобы увлечься приключениями кошек и с нетерпением ждать будущих книг».

## Награды
«Знак Трёх» был номинирован как лучшая книга для читателей среднего уровня по версии Amazon’s Best Books of the Year (2007) и занял шестое место из десяти номинантов с шестью процентами от общего числа голосов.